# Zespół Folklorystyczny „Szamotuły”
Zespół Folklorystyczny „Szamotuły” – zespół folklorystyczny regionu Wielkopolski założony w 1945 roku.
Jego współzałożycielką, kierowniczką oraz choreografką była Janina Foltyn, propagatorka szamotulskiego folkloru. 
W repertuarze zespołu znajdują się tańce i pieśni szamotulskie, a także kurpiowskie, lubelskie, rzeszowskie, kaszubskie i śląskie oraz tańce narodowe (krakowiak, polonez, kujawiak i oberek). Grupa odtwarza ponadto ludowe obrzędy, w tym „Wesele szamotulskie”, które w 2017 roku znalazło się na krajowej krajowej liście niematerialnego dziedzictwa kulturowego ("tradycyjny obrzęd weselny z Szamotuł i okolic"). Zespół zaprezentował widowisko po raz pierwszy w 1950 roku. Podstawę stanowił scenariusz napisany przez Władysława Frąckowiaka oraz opracowanie muzyczne Stanisława Zgaińskiego przygotowane w związku z premierą „Wesela szamotulskiego”, która odbyła się w 1932 roku. Współcześnie "Wesele szamotulskie" prezentowane jest w nowej odsłonie (od 2015 roku).
W latach 2008–2011 kierownikiem zespołu był Jerzy Foltyn. Jego następcą jest Maciej Sierpiński.  

## Repertuar
- tańce szamotulskie
- obrzędy ludowe: „Wesele szamotulskie”, obrzęd dożynkowy i Nocy Świętojańskiej
- tańce, pieśni i przyśpiewki z regionu Kurpi (Puszcza Zielona), Rzeszowszczyzny i Lubelszczyzny, Kaszub.
- tańce narodowe: kujawiak z oberkiem, krakowiak, polonez i mazur.

grupa dziecięca
- tańce, przyśpiewki i zabawy szamotulskie
- tance z regionu Górnego Śląska połączone ze zwyczajem topienia Marzanny
- tańce Zachodniej Wielkopolski (Ziemia Lubuska)
- zabawy związane z dawnym folklorem podwórkowym.

## Nagrody i odznaczenia
- Złota Odznaka Ligi Przyjaciół Żołnierza (1960)
- Odznaka honorowa „Za zasługi dla Szamotuł” (1961)
- Odznaka honorowa „Za zasługi w rozwoju województwa poznańskiego” (1970)
- Odznaka honorowa „Za zasługi dla województwa wielkopolskiego” (2005)
- Nagroda Wielkopolskiego Towarzystwa Kulturalnego (1970, 1980)
- Nagroda Ministra Kultury i Sztuki II stopnia (1974, 1985)
- Nagroda im. Oskara Kolberga (1985),
- Honorowe wyróżnienie – statuetka „Złotego Hipolita” z prawem do używania znaku „Dobre bo polskie” (2005)
- Nagroda Główna Wielkopolskiego Towarzystwa Kulturalnego (2009)
- Nagroda główna X Festiwalu „Polonez 2014” w Słonimiu na Białorusi
- Grand Prix XXXI Ogólnopolskiego Konkursu Tradycyjnego Tańca Ludowego w Rzeszowie (2015)
- Nagroda „za wierną prezentację fragmentu obrzędu weselnego swojego regionu” podczas Międzynarodowych Spotkań Folklorystycznych w ramach 54. Tygodnia Kultury Beskidzkiej (2017)[2].

## Filmografia
Zespół wystąpił w filmie Tadeusza Chmielewskiego Nie lubię poniedziałku (1971).